# Paulo Isidoro
Paulo Isidoro de Jesus, detto Paulo Isidoro (Matozinhos, 3 luglio 1953), è un ex calciatore brasiliano, di ruolo centrocampista.
Anche suo figlio Fabrício è un calciatore.

## Caratteristiche tecniche
Giocava come centrocampista offensivo. Fu soprannominato Tiziu, dal nome di un piccolo uccello tipico diffuso in Brasile, per la sua piccola corporatura e per la sua velocità.

## Carriera

### Club
Iniziò in una squadra dilettantistica di Bairro das Garças, l'Ideal. Nel 1973, Paulo Isidoro passò all'Atlético Mineiro che lo mandò in prestito al Nacional-AM nel 1974.
Dopo l'esperienza senza successo nel Nacional, tornò a Belo Horizonte nel 1975, dove Telê Santana lo fece debuttare. Giocò quindi a fianco di Reinaldo nella finale del campionato nazionale del 1977, entrando in sostituzione di Marcelo.
Nel 1980 lasciò l'Atlético Mineiro, chiuso da Éder nel suo ruolo, per passare al Grêmio. Nel 1983 si trasferì al Santos; nel 1989 passò al Cruzeiro, con cui tornò a calcare i campi del campionato nazionale. Si è ritirato nel 1997, a 44 anni.

### Nazionale
Ha giocato 36 partite per il Brasile, venendo incluso tra i convocati per il campionato del mondo 1982.
Nella partita decisiva per l'ingresso in semifinale, nella quale l'Italia eliminò il Brasile al Sarrià di Barcellona, entrò in campo al posto del centravanti Serginho Chulapa subito dopo il momentaneo pareggio di Paulo Roberto Falcão.

## Palmarès

### Club

#### Competizioni statali
- Campionato Mineiro: 4

Atlético-MG: 1976, 1978, 1979
Cruzeiro: 1990
- Campionato Gaúcho: 1

Grêmio: 1980
- Campionato paulista: 1

Santos: 1984

#### Competizioni nazionali
- Campionato brasiliano: 1

Grêmio: 1981

### Individuale
- Bola de Prata: 2

1976, 1983
- Bola de Ouro: 1

1981